# Zepedanulus alter
Zepedanulus alter is een hooiwagen uit de familie Epedanidae.